# اسپاندی
اسپاندی ((به انگلیسی: Sponde)، (یونانی: Σπονδή) که با نام ژوپیتر XXXVI هم خوانده می‌شود، از قمرهای سیاره مشتری است. این قمر در سال۲۰۰۱ توسط تیمی از ستاره‌شناسان دانشگاه هاوایی به رهبری اسکات اس.شپرد و همکاران کشف شد؛ و با نام موقت اس/۲۰۰۱ جی ۵ نامگذاری شد.
اسپاندی حدود۲ کیلومتر قطر دارد. متوسط مدارش ۲۴٬۲۵۳ مگامتر است و دوره آن ۷۷۱٫۶۰۴ روز بوده و انحراف آن ۱۵۴ درجه نسبت به دائرةالبروج و (۱۵۶ درجه نسبت به استوای مشتری) است. حرکت این قمر رجوعی و خروج از مرکز مدار آن ۰٫۴۴۳. است.
در ماه اوت ۲۰۰۳ به نام اسپاندی، یکی از هورای‌ها (ساعت‌ها) مسئول هفتمین ساعت(که در آن بعد از ناهار برای خدایان شراب می‌ریزند) نامگذاری شد.ساعت‌ها الهه‌های زمان‌های روز و همچنین فصل‌ها دختران زئوس (ژوپیتر)و تمیس بودند.
این قمر به گروه پاسیفه تعلق دارد که قمرهای نامنظمی دارد که با حرکت مخالف گرد و فاصله بین ۲۲٫۸ و ۲۴٫۱ گیگا متر وانحراف ۱۴۴٫۵° و ۱۵۸٫۳ درجه بدور مشتری می‌چرخند.